# Критија
Критија млађи (грч. Κριτίας; 455. п. н. е. Атина - 403. п. н. е. Мунихија) је био хеленски политичар, филозоф и песник, унук Критије старијег. Потицао је из богате и моћне аристократске атинске фамилије и био је у ужем сродству са Платоном (његов ујак). Учитељи су му били Горгија и Сократ. Касније се Сократ од њега дистанцирао.

## Политичко деловање
Након победе Спарте над Атином и уз помоћ Спартанаца, преузима Критија власт у своје руке са својих тридесет лојалних и поверљивих људи. Критија је био вођа тридесет тирана и одговоран за смрт 1500 демократских грађана Атине, који су осуђени да попију пехар са отровом (као и Сократ). Такође је одговоран за осмомесечни терор и обарање демократије у Атини 404. п. н. е. Осим тога Критија није радио као учитељ реторике већ је своје знање користио за политичке циљеве. Као политичар Критија је први пример бескрупулозног, коруптивног тиранина. Платон га спомиње у својим Дијалозима.

## Књижевни рад
Поред бурног политичког живота Критија је био и плодан писац. Према садржају и тематици његови списи се могу поделити на четири скупине:
- политички
- културно-историјски
- филозофски
- драмски

### Политички списи
Међу Критијине списе политичког карактера сврставају се: Елегија Алкибијаду, Уводи беседама за народ и Државни устави. Елегија Алкибијаду представља обнову политичке елегије коју су писали Солон и Теогнид. Најзначајнији су Државни устави у којима се расправља о тесалском, лакедемонском и атинском уставу, претходећи Аристотеловом Зборнику државних устава. Критија у Тесалском уставу критикује Тесалце због раскошног живота, а у њиховој тежњи да се угледају на варваре види узрок за издајничко држање у персијско-хеленским ратовима. У Лакедемонском уставу Лакедемонце оцењује позитивно хвалећи њихов систем строгог војничког образовања у коме учествују и девојке, умереност у понашању и одевању, као и однос према хелотима. Насупрот спартанској аристократији Кратија ставља атинску демократију коју не воли због афирмације индивидуализма. Он у Атинском уставу посебно истиче незаконито богаћење демократских државника Темистокла и Клеона, као и лошу спољњу политику Кимонову. Према Кратијином мишљењу Кимон је за време Трећег месенског рата више водио рачуна о Спарти него о јачању моћи Атине. У осталим стварима Критија је високо ценио Кимона.

### Културно-историјски списи
У ову групу спада дело Државни устави у стиху. То је стихована културна историја у духу софистичке теорије о развитку на основу техничких проналазака, који се не приписују појединцима него различитим земљама, народима и градовима. Између осталих, Сицилија је измислила котаб и кола, Тесалија столицу, Милет и Хиј постељу за одмарање, Етрурија металне радове у злату и тучу, Феничани писмо, Карани товарне бродове, Атињани керамику. И у овом спису Кратија истиче спартанску умереност и бригу о телесном здрављу. Насупрот Епихарму и Пиндару, који тврде да је природна обдареност важнија од учења, он тврди да је вежбање важније од обдарености. У том погледу је сличан Бакхилиду, Протагори, Антифонту, Демокриту и Еурипиду, који такође придају већу важност учењу него урођеној обдарености. Критија свој идеал среће види у богатству Скопада, великодушности Кимоновој и слави спартанског краља Аркесилаја.
Кратија говори и о песнику Анакреонту, коме највише замера што сам, у својим песмама, опева своје срамоте. Критика је дата у десет хексаметара који су очигледно били део дуже епске песме о знаменитим песницима старијег времена. Ова Кратијина песма о Архилоху спада међу најстарије књижевно-историјске списе у хеленској књижевности.

### Филозофски списи
Међу Критијине филозофске списе иду Афоризми и Разговори (оба у по две књиге), од којих су сачувани само малобројни одломци. Постоји и спис О природи љубави или О одликама за који није сигурно да га је написао Кратија.

### Драмски списи
Као драмски песник Критија је познат по трагедијама. Данас се зна за две: Пиритој и Сизиф. Из Сизифа је очуван један већи одломак у коме Критија говори о развитку културе из хаотичног живота у далекој прошлости, о односу природних и људских закона и о пореклу права и религије. 